# Chau Seng
 (mars 2018).
Si vous disposez d'ouvrages ou d'articles de référence ou si vous connaissez des sites web de qualité traitant du thème abordé ici, merci de compléter l'article en donnant les références utiles à sa vérifiabilité et en les liant à la section « Notes et références ».
Chau Seng est un homme politique cambodgien.

## Sources
- (fr) Biographie de Chau Seng
- Chau Seng 1929-1977. Cambodge-France,aller-retour. Entretiens avec Monique Chau Seng (Jean Sagnes, Ils voulaient changer le monde, Editions du Mont,2016).